# Zora Paulendová
Zora Paulendová, rozená Veselová (28. ledna 1905 Zvolen, Rakousko-Uhersko – 17. června 1999 Zvolen, Slovensko) byla slovenská herečka a bojovnice proti fašismu.
Byla spoluzakladatelkou Divadla Jozefa Gregora Tajovského ve Zvoleně. Zúčastnila se protifašistického odboje. Po potlačení Slovenského národního povstání byla za podporu svých bratrů, účastníků povstání, vězněná od 4. prosince 1944 do 30. ledna 1945. Hrávala v Městském divadelním sdružení v Banské Bystrici (od roku 1912).